# 樽滝 (長野県)
樽滝（たるだき）は、長野県下高井郡木島平村にある滝。樽川に懸かる雄滝・雌滝、そして毎年5月8日と10月の紅葉の時季にその姿を現す幻の滝がある。

## 概要
樽滝は、木島平村を流れる樽川の上流にある。国道403号と長野県道451号七曲西原線が交わるところに神社（玉滝不動尊）が建っており、その付近を流れる樽川は連続して2本の滝を懸ける。上流から順に雄滝・雌滝といい、もともと「樽滝」という名称はこの2本の滝の総称であった。
雄滝（おだき、男滝、雄樽滝）は高さ23メートル、幅5メートルで、神社のすぐ下を流れ落ちる樽川がそれである。雄滝の真上には橋が架かり、国道から川を挟んで対岸の神社まで橋渡しをしている。一方、雌滝（めだき、女滝、雌樽滝）は雄滝の下流、滝見橋旧橋の真下に懸かる。高さ5メートル、幅5メートルで、その広い滝壺には大蛇が住むという言い伝えがある。
国道から見て樽川を挟んで対岸には高さ80メートルの岩壁がそびえる。ここには毎年5月8日と10月になると、高さ50メートルの滝が現れる。この幻の滝は、1923年に樽川上流で取り入れた水を中部電力の水力発電所・樽川発電所へと送る途中、導水路からこぼれた分が滝となって樽川に落ちた為に出現したもので、いつしかこれも樽滝と呼ばれるようになった。1984年に別の導水路が開通し、樽滝には水が流れなくなったため、一旦消滅したが、地元住民や写真愛好家などからの要望で1987年から年2回限定で樽滝に放水、再び出現する事となった。
樽滝には毎年5月8日には、幻の滝を一目見ようと多くの観光客で賑わう。中には幻の滝を見ると幸せになれると聞いて訪れるカップルもいるという。

## 伝承
雄樽（おたる）の大貝
夕方、雄滝に近付くと滝の底へと引きずり込まれてしまうという話。
雌滝の主
雌滝に住まう大蛇はもともと飯山市の柏尾にある滝壺を住み家としていた。しかし、長い年月を経て自らの身体が大きくなり、手狭になってしまった。大蛇は近くの寺の僧の夢枕に立ち、雌滝へ引っ越したいと告げた。僧は村人たちとともに馬を8頭用意し、雌滝へと向かった。こうして大蛇は雌滝の主となり、以来柏尾が水不足の際は雌滝にて雨乞いをすると、たちまち雨が降り始めるのだという。

## アクセス
自家用自動車
上信越自動車道・豊田飯山インターチェンジから車で20分間。
公共交通機関
JR飯山線・飯山駅からタクシーに乗車、20分間。